# Алхамбра
Вижте пояснителната страница за други значения на Алхамбра.
Алхамбра (на испански: Alhambra, от арабски: الحمراء [ал-хамра] – „червената“), или Алямбра (в испанския език съгласната h не се произнася, но на местния диалект този звук частично се е запазил) е крепост и архитектурен комплекс в Гранада, Южна Испания, датираща от мавърския период. Тя е резиденция на мавърските владетели до 1492 г.
Паметник на ислямската архитектура. Заедно с „Хенералифе“ е включен в списъка на световното културно наследство на ЮНЕСКО.
Комплексът се състои от градини, дворец и крепост и е разположен на един от хълмовете в източната част на града, в подножието на планината Сиера Невада. Той заема площ от около 142 000 м², има размери 740 на 205 м и е обграден от крепостна стена, защитена с 13 кули. Северната страна на хълма е естествено защитена от дефилето на река Даро, което отделя двореца от старата част на града – Албаисин.
Алхамбра е свързан с Хенералифе посредством закрита алея, която преминава през пролома, разделящ двата дворцови комплекса.
През 2007 г. Алхамбра участва в кампанията „Новите седем чудеса на света“.